# Kohlschwarz
Kohlschwarz est une ancienne commune autrichienne du district de Voitsberg en Styrie.

## Personnalités
- Gustav Troger (1951-), peintre et sculpteur, est né à Kohlschwarz.